# Coleoscirus mizunoi
Coleoscirus mizunoi är en spindeldjursart som först beskrevs av Shiba 1978.  Coleoscirus mizunoi ingår i släktet Coleoscirus och familjen Cunaxidae. Inga underarter finns listade i Catalogue of Life.